# آنتوان گولارد
آنتوان گولارد (انگلیسی: Antoine Goulard؛ زادهٔ ۱۸ دسامبر ۱۹۸۵) بازیکن فوتبال اهل فرانسه است.
از باشگاه‌هایی که در آن بازی کرده‌است می‌توان به باشگاه فوتبال هانوی و باشگاه فوتبال دیژون اشاره کرد.